# White Noise – Schreie aus dem Jenseits
White Noise – Schreie aus dem Jenseits ist ein kanadisch-britisch-US-amerikanischer Horrorthriller aus dem Jahr 2005.

## Handlung
Der Architekt Jonathan Rivers ist in zweiter Ehe mit der schwangeren Bestsellerautorin Anna verheiratet. Komplettiert wird das junge Glück durch Jonathans Sohn Mike aus erster Ehe. Doch dann verschwindet Anna spurlos und wird einige Monate später tot aus einem See geborgen. Die Polizei vermutet, dass sie bei dem Versuch, einen Reifen an ihrem Wagen zu wechseln, ausgerutscht und ertrunken ist.
Noch bevor Annas Leiche gefunden wird, verfolgt ein Mann namens Raymond Price den verwirrten Jonathan bis in sein Büro. Jonathan stellt ihn zur Rede. Raymond erzählt, dass Anna tot sei, er sie aber gesehen habe und dass er Kontakt mit Toten aufnehmen kann. Er biete Jonathan an, sich bei ihm zu melden, wenn er bereit dazu ist und übergibt seine Visitenkarte. Kurz darauf geschehen merkwürdige Dinge in Jonathans Leben: Er erhält Anrufe, die laut Display seines Handys von Annas Mobiltelefon stammen, obwohl dieses sicher zu Hause verwahrt ist. Zudem hört Jonathan auf seinem Anrufbeantworter Annas Stimme und in seiner Gegenwart spielen Elektrogeräte wie sein Radio und ein Fahrstuhl plötzlich verrückt.
Jonathan wendet sich daraufhin an Raymond, der ihm von EVP, dem Electronic Voice Phenomenon, erzählt, das es den Toten ermöglicht, Nachrichten aus dem Jenseits zu schicken, die auf Medien wie Videorekorder und Tonbänder aufgezeichnet werden. Raymond besitzt eine komplette Ausrüstung technischer Geräte und hat bereits zahlreiche Botschaften aus dem Jenseits archiviert, auch von Anna, die versucht, mit Jonathan Kontakt aufzunehmen. In Raymonds Haus lernt Jonathan zudem die Bibliothekarin Sarah kennen, die eine Botschaft von ihrem verstorbenen Verlobten erhalten hat. Als sich Jonathan die kaum verständliche Botschaft von Anna anhört, empfängt er plötzlich fremde Stimmen, die ihn sehr aggressiv beschimpfen.
Wieder zu Hause lässt Jonathan tagelang Tonbänder laufen und hört auf den Aufzeichnungen tatsächlich Annas Stimme. Kurz darauf erhält er einen Anruf von Raymond, der ihn bittet, sofort zu kommen, doch als Jonathan bei Raymond eintrifft, findet er diesen ermordet auf.
Jonathan beschließt daraufhin, Raymonds Werk fortzuführen und legt sich eine technische Ausrüstung zu, doch es gelingt ihm zunächst nicht, Tonbandaufnahmen oder Videoaufzeichnungen aus dem Jenseits zu empfangen. Verzweifelt wendet sich Jonathan an ein Medium, an eine hellseherisch begabte Frau, die ihn eindringlich vor EVP warnt, da böse Mächte dabei am Werk seien, und ihm zudem mitteilt, dass sie bei dem Versuch, mit Anna Kontakt aufzunehmen, immer die Willow Avenue vor sich sieht. Jonathan versteht diese Botschaft jedoch nicht und versucht weiter, Nachrichten aus dem Jenseits zu erhalten, indem er Tonbänder und Videoaufnahmegeräte laufen lässt.
Tatsächlich erhält Jonathan bald Botschaften und kann einer jungen Frau eine Nachricht von deren verstorbener Großmutter überbringen. Doch obwohl Jonathan die Botschaft der Großmutter seit einer Woche empfängt, ist diese erst zwei Tage zuvor verstorben. Kurz darauf sieht Jonathan auf einem seiner Videobänder zunächst Anna und dann eine sterbende Frau. Im Hintergrund erkennt er drei Schatten, die wie Männer aussehen und hört die Worte „Willow Avenue“. Daraufhin fährt Jonathan in die Willow Avenue und entdeckt dort ein verunglücktes Auto, in dem sich die Frau, die er auf dem Videoband gesehen hat, und ihr Baby befinden. Es gelingt ihm, das Baby zu retten, doch die Frau stirbt.
Jonathan ist nun davon überzeugt, dass ihm Anna aus dem Jenseits Bilder von zukünftigen Todesfällen schickt, die er verhindern soll. Als er Raymonds Klientenliste durchsieht, stellt er fest, dass sowohl die verstorbene Großmutter als auch die bei dem Unfall getötete Frau regelmäßig bei Raymond waren, um Kontakt mit Verstorbenen aufzunehmen. Zudem findet Jonathan in der Klientenliste den Namen einer Frau, die seit Tagen vermisst wird und vermutlich Opfer einer Entführung wurde. Mit seinem Wissen kann sich Jonathan nur an Sarah wenden. Als sich die beiden weitere Videobänder ansehen, entdecken sie tatsächlich Bilder der vermissten Frau, die im Sterben liegt. Plötzlich erscheinen auf dem Bildschirm auch Bilder, die eine sterbende Sarah und erneut die drei Schatten zeigen, die Jonathan beschimpfen und ihn auffordern, sich nicht länger einzumischen. Auch Annas Stimme ist zu hören, die immer wieder die Worte „geh sofort!“ wiederholt.
Da Jonathan weiß, dass Sarah etwas zustoßen wird, versucht er sie zu bewachen, doch er kann nicht verhindern, dass sie auf mysteriöse Weise einen Balkon hinunterstürzt und schwerverletzt ins Krankenhaus eingeliefert wird. Danach sieht sich Jonathan weitere Videoaufzeichnungen an und erkennt Bilder von einem Lagerhaus am See, in dessen Nähe auch Annas Leiche aus dem Wasser gezogen wurde. Er hinterlässt eine Nachricht für Detective Smits, der in den Fällen von Raymonds Ermordung und Sarahs Sturz ermittelt, und fährt zu dem Lagerhaus, in dem er ebenfalls eine technische Ausrüstung für EVP entdeckt. Immer wieder sieht er Anna vor sich, die ihn auffordert, sofort zu gehen. Schließlich findet er die entführte Frau, die sich in der Gewalt eines Mannes befindet, den Jonathan bei zufälligen Begegnungen zu Beginn in einem Fahrstuhl bereits gesehen hat. Er gesteht, auch Anna ermordet zu haben, und zwar in „deren“ Auftrag. Plötzlich tauchen die drei Schatten auf und greifen Jonathan an. Als wenig später die Polizei eintrifft, können sie die Frau retten, doch Jonathan ist tot.
Kurz nach Jonathans Beerdigung hört sein Sohn Mike die Stimme seines Vaters im Autoradio. Jonathan bittet Mike auf diesem Weg um Verzeihung. Auf der Beerdigung ist auch Sarah, die seit dem Sturz im Rollstuhl sitzt. Plötzlich wird auch sie von den Schatten angegriffen. In der letzten Einstellung des Filmes sind Jonathans und Annas Gesichter kurzfristig auf einem Fernsehschirm zu erkennen.

## Hintergrund
Bei einem Budget von zehn Millionen US-Dollar spielte der Film knapp 56 Millionen US-Dollar ein.

## Auszeichnungen
Michael Keaton war für den Teen Choice Award nominiert.

## Kritiken
Michael Booth bezeichnete den Film in der Denver Post als „enttäuschend“.
Colin Covert beschrieb den Film in der Minneapolis Star Tribune als „unlogisch, aber unterhaltsam“.

## Fortsetzung
2007 ist eine Fortsetzung mit dem Titel White Noise: Fürchte das Licht (Originaltitel: White Noise 2: The Light) produziert worden, in der eine völlig andere Besetzung zu sehen ist. Die Regie übernahm Patrick Lussier. Der Film wurde in Deutschland im September 2007 auf DVD veröffentlicht.